# Palpita griseofascialis
Palpita griseofascialis is een vlinder uit de familie van de grasmotten (Crambidae), uit de onderfamilie van de Spilomelinae. De wetenschappelijke naam van deze soort is voor het eerst voorgesteld door Hiroshi Inoue in een publicatie uit 1997.

## Verspreiding
De soort komt voor in Laos, de Filipijnen, Maleisië (Malakka), Indonesië (Sumatra) en Borneo.

## Ondersoorten
- Palpita griseofascialis griseofascialis Inoue, 1997
- Palpita griseofascialis sumatrana Inoue, 1997